# Censorinus (cratère)
Pour les articles homonymes, voir Censorinus.
Censorinus est un cratère d'impact lunaire de 3,8 km situé sur une élévation au sud-est de la mer de la Tranquillité. Il doit son nom à l'ancien écrivain romain Censorinus. Au nord-est se trouve le cratère Maskelyne (en).
Censorinus se distingue par une zone de matériau à albédo élevé entourant son bord. Cela le rend particulièrement visible lorsque le Soleil est à un angle élevé, et il est l'un des objets les plus brillants de la Lune visible. Des stries brillantes rayonnent radialement depuis le cratère et contrastent avec la mer lunaire plus sombre.
Cette formation présente un bord surélevé et tranchant, ainsi qu'un intérieur symétrique en forme de coupe. Des photographies rapprochées de ce cratère prises par Lunar Orbiter 5 montrent de nombreux gros blocs le long du rempart extérieur en pente. La surface proche du cratère est bosselée par les éjectas déposés. Le cratère est par ailleurs indistinct.
Les environs de Censorinus étaient autrefois envisagés comme site d'atterrissage pour les premiers satellites Apollo,.

## Cratères satellites
Par convention, ces caractéristiques sont identifiées sur les cartes lunaires en plaçant la lettre sur le côté du point médian du cratère le plus proche de Censorinus.
| Censorinus | Latitude | Longitude | Diamètre |
| ---------- | -------- | --------- | -------- |
| A          | 0,4° S   | 33,0° E   | 7 km     |
| B          | 2,0° S   | 31,4° E   | 8 km     |
| C          | 3,0° S   | 34,1° E   | 28 km    |
| D          | 1,9° S   | 35,8° E   | 10 km    |
| E          | 3,6° S   | 34,8° E   | 12 km    |
| H          | 1,8° S   | 33,7° E   | 10 km    |
| J          | 1,0° S   | 31,3° E   | 5 km     |
| K          | 1,0° S   | 28,8° E   | 4 km     |
| L          | 2,5° S   | 31,2° E   | 4 km     |
| N          | 1,9° S   | 36,5° E   | 36 km    |
| S          | 3,8° S   | 36,1° E   | 17 km    |
| T          | 3,2° S   | 31,1° E   | 5 km     |
| U          | 1,5° S   | 34,4° E   | 3 km     |
| V          | 0,6° S   | 35,4° E   | 4 km     |
| W          | 1,0° S   | 37,5° E   | 9 km     |
| X          | 0,5° S   | 37,2° E   | 18 km    |
| Z          | 3,7° S   | 36,8° E   | 12 km    |

Les cratères suivants ont été renommés par l'Union astronomique internationale :
- Censorinus F : Voir Leakey (en)

## Sources
- (en) L. E. Andersson et E. A. Whitaker, NASA Catalogue of Lunar Nomenclature, NASA, 1982
- (en) B. Bussey et P. Spudis, The Clementine Atlas of the Moon, New York, Cambridge University Press, 2004 (ISBN 978-0-521-81528-4)
- (en) Elijah E. Cocks et Josiah C. Cocks, Who's Who on the Moon: A Biographical Dictionary of Lunar Nomenclature, Tudor Publishers, 1995 (ISBN 978-0-936389-27-1, lire en ligne)
- (en) Jonathan McDowell, « Lunar Nomenclature », Jonathan's Space Report,‎ 15 juillet 2007 (lire en ligne, consulté le 20 mars 2025)
- (en) D. H. Menzel, M. Minnaert, B. Levin, A. Dollfus et B. Bell, « Report on Lunar Nomenclature by the Working Group of Commission 17 of the IAU », Space Science Reviews, vol. 12, no 2,‎ 1971, p. 136–186 (DOI 10.1007/BF00171763, Bibcode 1971SSRv...12..136M, S2CID 122125855)
- (en) Patrick Moore, On the Moon, Sterling Publishing, 2001 (ISBN 978-0-304-35469-6, lire en ligne)
- (en) Fred W. Price, The Moon Observer's Handbook, Cambridge University Press, 1988 (ISBN 978-0-521-33500-3)
- (en) Antonín Rükl, Atlas of the Moon, Kalmbach Publishing, 1990 (ISBN 978-0-913135-17-4)
- (en) Rev. T. W. Webb, Celestial Objects for Common Telescopes, Dover, 1962 (ISBN 978-0-486-20917-3, lire en ligne)
- (en) Ewen A. Whitaker, Mapping and Naming the Moon, Cambridge University Press, 1999 (ISBN 978-0-521-62248-6)
- (en) Peter T. Wlasuk, Observing the Moon, Springer, 2000 (ISBN 978-1-85233-193-1)